# Listă de scriitori capverdieni
Aceasta este o listă de scriitori capverdieni.
- Germano Almeida
- Orlanda Amarílis
- Jorge Barbosa
- Amílcar Cabral
- Pedro Cardoso
- Aguinaldo Fonseca
- Corsino Fortes
- Sérgio Frusoni
- António Aurélio Gonçalves
- António Januário Leite
- Baltasar Lopes da Silva
- José Lopes
- Manuel Lopes
- Gabriel Mariano
- João Cleofas Martins
- Ovídio Martins
- Manuel de Novas
- Oswaldo Osório
- Ivone Ramos
- Luís Romano
- Onésimo Silveira
- Eugénio Tavares
- José Luís Tavares
- Henrique Teixeira de Sousa
- Tomé Varela da Silva
- João Vário
- Manuel Veiga
- Arménio Vieira